# Borbachodes pardalis
Borbachodes pardalis är en fjärilsart som beskrevs av Felder 1874. Borbachodes pardalis ingår i släktet Borbachodes och familjen mätare. Inga underarter finns listade i Catalogue of Life.